# Parathyma elwesi
Parathyma elwesi är en fjärilsart som beskrevs av John Henry Leech. Parathyma elwesi ingår i släktet Parathyma och familjen praktfjärilar. Inga underarter finns listade i Catalogue of Life.